# Oppia samadi
Oppia samadi är en kvalsterart som beskrevs av Kardar 1976. Oppia samadi ingår i släktet Oppia och familjen Oppiidae. Inga underarter finns listade i Catalogue of Life.